# Justine Kabwe (Kabwe)
Justine Kabwe è un ward dello Zambia, parte della Provincia Centrale e del Distretto di Kabwe.